# Estadi del Gran Cigne de Niigata
L'Estadi del Gran Cigne de Niigata (en japonès: 新潟スタジアム, en anglès: Niigata Big Swan Stadium) és un estadi de futbol de la ciutat de Niigata, capital de la Prefectura de Niigata, al Japó.
És l'estadi on juga de local l'Albirex Niigata en la J-League. És un dels estadis on es va disputar la Copa del Món de futbol 2002.